# Gramex
Gramex er en medlemsorganisation, der forvalter rettighederne til offentlig fremførelse af indspillet musik på vegne af udøvende kunstnere og pladeselskaber. 
Gramex indgår aftaler og indhenter betaling hos dem, der bruger indspillet musik offentligt – for eksempel i radio og tv. Pengene fordeler organisationen videre til de udøvende kunstnere – altså de musikere og sangere, der medvirker på indspilningerne – og til pladeselskaberne bag.
Via aftaler med udenlandske søsterorganisationer sørger Gramex for betaling over grænserne til danske medlemmer afspillet i udlandet og udenlandske medlemmer afspillet i Danmark.
Gramex og Koda er to forskellige organisationer. De forvalter begge rettigheder til offentlig fremførelse, men for forskellige grupper af rettighedshavere. Gramex og Koda samarbejder på flere områder, så musikbrugere som for eksempel cafeer og butikker kan indgå en aftale med både Koda og Gramex på én gang. 
Gramex blev stiftet 24. januar 1963 og er godkendt af Kulturministeriet som den organisation i Danmark, der indhenter betaling på vegne af de udøvende kunstnere og pladeselskaberne, når indspillet musik afspilles offentligt.
Medlemskab af Gramex er gratis.